# Sekai no Owari
Sekai no Owari (signifiant littéralement la Fin du Monde, stylisé comme SEKAI NO OWARI) est un groupe de musique originaire de Tokyo. Le groupe a été fondé en 2007 et se compose de quatre membres : Nakajin, Fukase, Saori et DJ Love.
Depuis leurs débuts, ils ont sorti 3 albums et divers singles en les mettant en vedette dans leur propre film documentaire 'TOKYO FANTASY'. Le groupe a joué au stade Nissan de Yokohama, la plus grande salle de concert du Japon. Leurs spectacles et concerts sont également soumis au louange d'être considéré comme l'un meilleurs événements musicaux produits dans le monde étant souvent comparés à des festivals de musique tels que tomorrowland et le ultra music festival[style à revoir]. Les membres du groupe ont également produit et écrit d'autres contenus pour plusieurs chanteurs et groupes japonais. Fukase a même inspiré un personnage Vocaloid.
En 2016, le groupe a annoncé ses plans pour ses débuts au niveau international avec un album en anglais actuellement en production qui devrait être publié en 2017. Le groupe a déjà collaboré avec d'autres artistes de renommée mondiale tels que Owl City et Nicky Romero.

## Membres
| Nom                                         | Date de Naissance | Âge | Rôles                                                      |
| ------------------------------------------- | ----------------- | --- | ---------------------------------------------------------- |
| Shinichi Nakajima, alias Nakajin (中島真一) | 22 octobre 1985   | 39  | Leader, guitare, paroles, musique, arrangements            |
| Satoshi Fukase (深瀬 慧)                    | 13 octobre 1985   | 39  | Chant, guitare, basse, paroles, musique, arrangements      |
| Saori Fujisaki (藤崎彩織)                   | 13 août 1986      | 38  | Piano, claviers, accordéon, paroles, musique, arrangements |
| DJ Love (ディージェイ・ラブ)                | 23 août 1985      | 39  | DJ, basse                                                  |

## Discographie

### Albums
- 7 avril 2010 : EARTH
- 18 juillet 2012 : ENTERTAINMENT
- 14 janvier 2015 : Tree
- 27 février 2019 : EYE et LIP (2 albums)
- 27 novembre 2020 : Chameleon (album en anglais, sous le nom de groupe End Of The World)
- 21 juillet 2021 : scent of memory

### Singles
- 3 novembre 2010 : Fantasy / Tenshi to Akuma
- 17 août 2011 : Inori
- 23 novembre 2011 : Star Light Parade
- 30 mai 2012 : Nemuri Hime
- 1er mai 2013 : RPG
- 22 janvier 2014 : Snow Magic Fantasy
- 15 octobre 2014 : Dragon Night
- 5 octobre 2016 : Hey Ho !
- 17 septembre 2023 : Saikou Toutatsuten